# 张宗德
张宗德（1931年—），山东乳山人，中国人民解放军将领、中国人民解放军中将。
1993年，授予中国人民解放军中将，曾任南京军区参谋长。